# 水酸化銅(II)
水酸化銅(II)（すいさんかどう(II)、Copper(II) hydroxide）は、化学式 Cu(OH)2 で表される2価の銅の水酸化物で、比重2.368、分子量97.56。CAS登録番号は20427-59-2。青白色粉末または青色結晶で、水、希酸に不溶。アンモニア水、シアン化アルカリ溶液に錯塩を作って溶ける。特にアンモニア水に溶かしたときに生じる銅アンモニア錯体はセルロースを可溶化するため、銅アンモニアレーヨンの製造に用いられる。水溶液中にクエン酸、酒石酸が共存すると、キレート化合物を形成して溶ける。また、水酸化アルカリ溶液に溶け紫色のコロイド溶液を生じる。極めて濃いアルカリ溶液には Mn[Cu(OH)4] のような銅酸塩を作って溶解し、青色を呈する。
水酸化銅は比較的熱に不安定で、60–80 ℃ に加熱すると脱水して分解し、黒色の酸化銅(II) に変化する。希アンモニア水から水酸化銅を結晶化させることができるが、これによって生成した結晶性のものは若干熱に安定で、100 ℃ に加熱しても分解しない。
低温で水酸化銅に過剰量の過酸化水素水を作用させると過酸化銅 CuO2 が得られる。